# Analytical Review

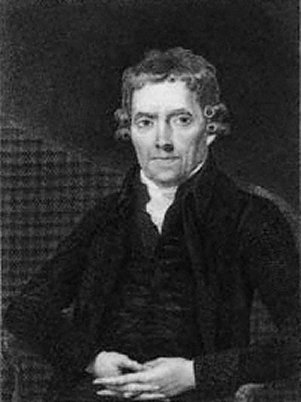
Joseph Johnson, cofondateur de l’Analytical Review (gravure de William Sharp d'après un tableau de Moses Haughton.)

L’Analytical Review (La Revue analytique) est un périodique fondé à Londres en 1788 par l'éditeur Joseph Johnson et par l'écrivain Thomas Christie. Faisant partie de la République des Lettres, c'est une publication « trublionne », qui remet en cause l'ordre établi (gadfly publication), et offre à ses lecteurs des résumés et des analyses des nombreuses nouvelles publications qui sortent à la fin du XVIIIe siècle.
Plus important peut-être, l’Analytical Review fournit un forum pour les idées radicales, tant dans le domaine politique que religieux. Bien que visant à l'impartialité, ses articles sont souvent critiques envers le gouvernement britannique, et soutiennent les révolutionnaires français. S'il est vrai que ce journal a un tirage assez réduit pour l'époque, il influence cependant l'opinion publique et est craint de l'administration conservatrice de William Pitt. À la fin de 1797, le journal Anti-Jacobin Review, qui se flatte lui-même d'être la nemesis de l’Analytical Review, est fondé par des partisans du gouvernement, et d'autres groupes réactionnaires ; il critique les orientations politiques radicales de l’Analytical Review, et se montre vigilant vis-à-vis de tout sentiment anti-patriotique et irreligieux. 
Organisé en départements distincts, dont chacun a son propre rédacteur en chef, l’Analytical Review se centre sur la politique, la philosophie, l'histoire naturelle, et la littérature. Pour mettre en avant sa neutralité, ses rédacteurs sont anonymes, et signent leur travail avec des initiales servant de pseudonymes. Cependant, le journal recrute plusieurs écrivains éminents, comme le poète William Cowper, le moraliste William Enfield, le médecin John Aikin, et la polémiste Mary Wollstonecraft.
L’Analytical Review suspend sa publication en décembre 1798 après la mort de Christie (1796) et de Mary Wollstonecraft (1797), la condamnation de Joseph Johnson pour « calomnie séditieuse » (1798), et la retraite des autres contributeurs. 